# Tougnifily Centre
Tougnifily Centre est l'un des districts de la sous-préfecture de Tougnifily, situé dans la préfecture de Boffa en république de Guinée.